# Gran Teatre del Liceu
|  | «Liceu» redirigeix aquí. Vegeu-ne altres significats a «Liceu (antiga Grècia)». |

El Gran Teatre del Liceu, popularment conegut com el Liceu, és un teatre d'òpera situat a la Rambla de Barcelona, catalogat com a bé cultural d'interès nacional. Inaugurat el 1847, pel seu aforament va ser el més gran d'Europa durant els seus primers cent anys.

## Edifici

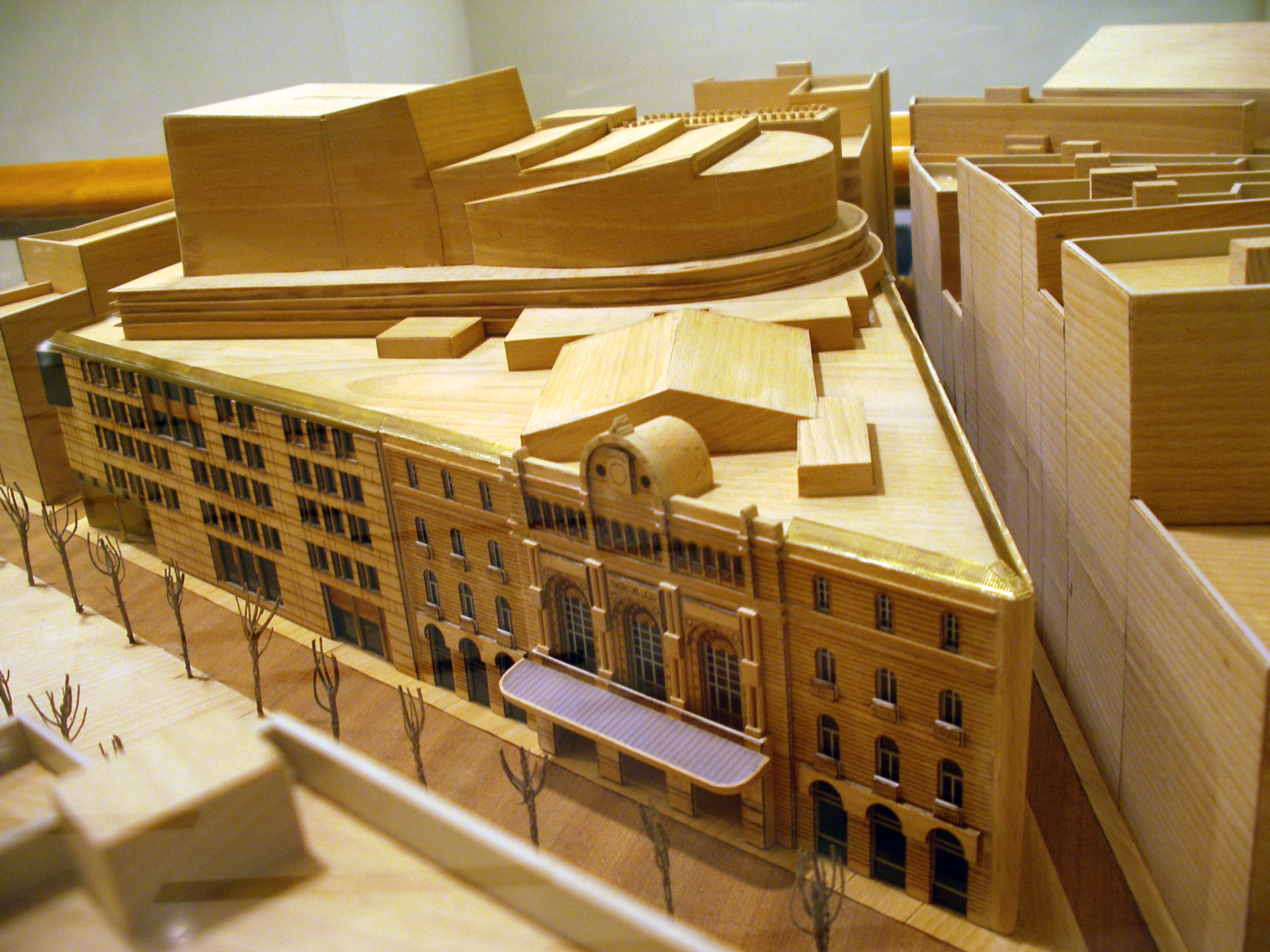
Maqueta del Teatre del Liceu cap al 2000 (Liceu, Foyer).

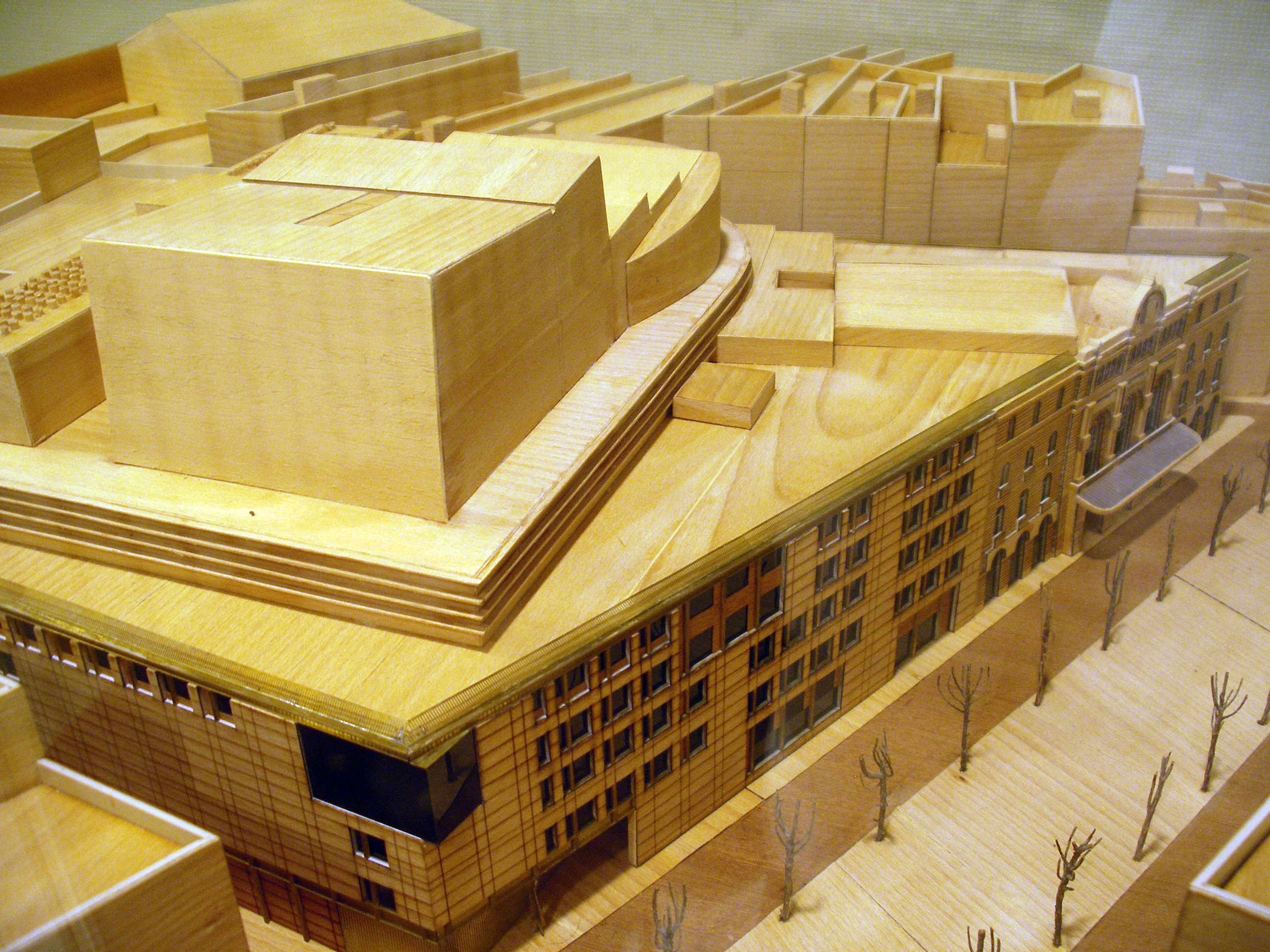
La mateixa maqueta des de l'altre costat.

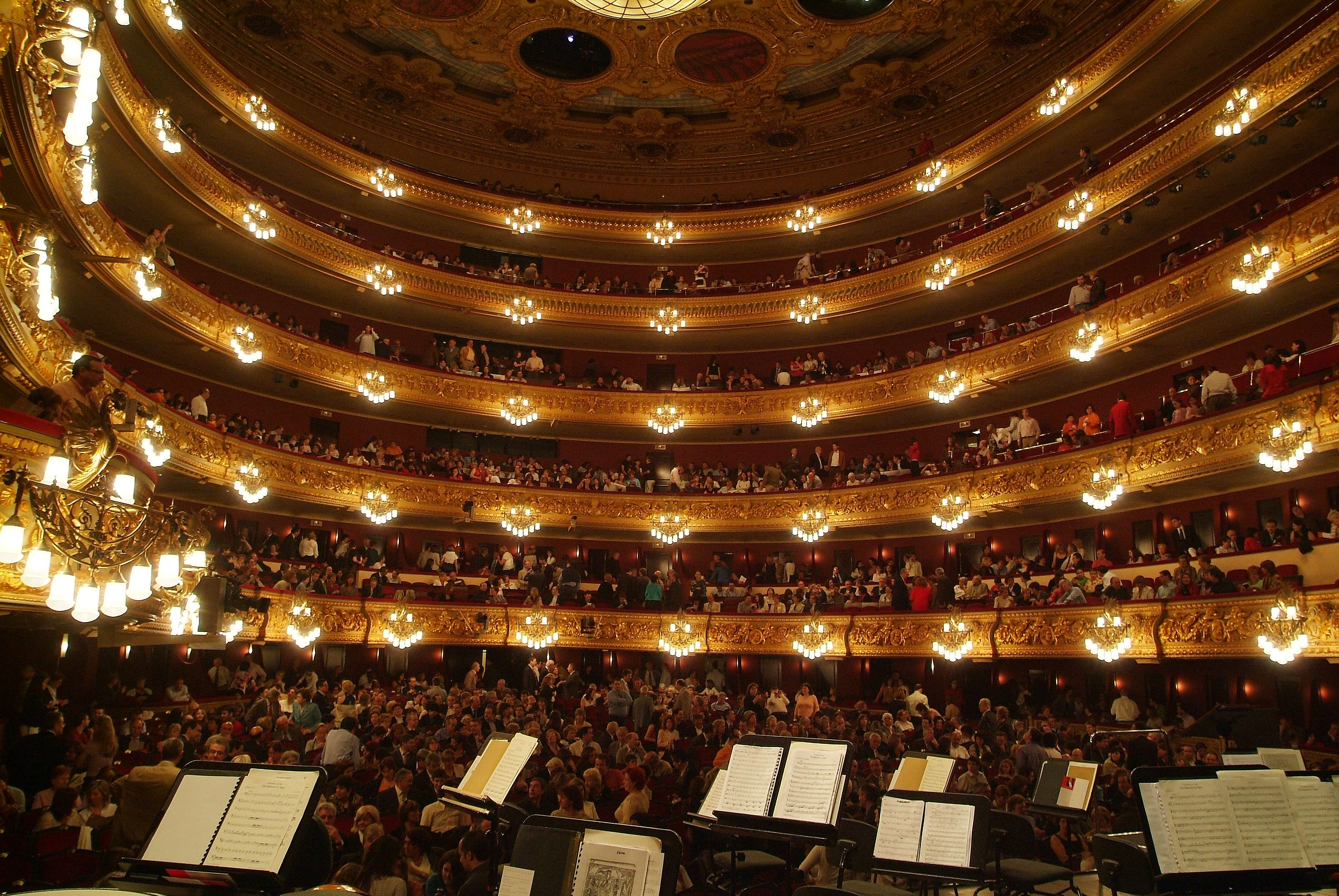
La sala principal del Liceu, després de la reconstrucció de 1999

Originalment, el Liceu ocupava el solar de l'antic convent dels Trinitaris (desamortitzat el 1835) a la cantonada de la Rambla i el carrer de Sant Pau. L'arquitecte Ignasi de Solà-Morales fou l'encarregat de l'últim projecte d'amplicació i reforma, que comportava l'expropiació dels immobles adjacents i no es pogué dur a terme fins després de l'incendi del 1994, que devastà tota la sala del teatre. La reconstrucció va ser duta a terme per mateix arquitecte, en col·laboració amb Xavier Fabré i Lluís Dilmé, i el nou teatre fou inaugurat l'octubre de 1999.
Al nou Liceu es mantenen algunes parts provinents dels anteriors:
- La façana principal de la Rambla, que és l'original de 1847, del projectista francès Viguié (tot i que el plànol fou signat per Josep Oriol Mestres), amb elements historicistes i detalls ornamentals de regust plateresc.
- El vestíbul i l'escalinata (1861), amb una escultura de Venanci Vallmitjana representant la Música (1901).
- El saló de descans (Saló dels Miralls o Verger) (1847). Conserva la decoració romàntica original, amb medallons pintats amb retrats de músics, cantants i ballarins del moment: (Pasta, Rubini, Donizetti, Bellini, Gluck, Marie Taglioni…). A la cornisa hi ha frases, en lletres daurades, relatives a la música i al teatre, representatives dels gustos del moment de construcció del teatre. Va ser parcialment redecorat en 1877 per Elies Rogent. La pintura del sostre, de Josep Mirabent, que representa el Parnàs, és de llavors. El 1941 va caure i va ser recol·locada i restaurada per Josep Mestres Cabanes, que va restaurar també les pintures de l'escala.

La sala de l'auditori fou reedificada després de l'incendi, reproduint fidelment l'aspecte de la sala de 1861 (o més aviat, de la de 1909, quan la sala havia estat redecorada), amb algunes millores. Té 2.292 seients, essent un dels teatres clàssics d'òpera de més cabuda d'Europa. És un teatre a la italiana, amb forma de ferradura que es tanca a mesura que s'apropa al prosceni. La longitud màxima de la sala és de 33 m, i l'amplada, 27 m. Té platea i cinc pisos (a més de les llotges de platea). Hi ha quatre grans llotges a cada costat del prosceni, i llotges a la platea, al primer pis, i als laterals del segon i el tercer. No obstant això, no hi ha separació arquitectònica entre elles, només una mampara baixa, de manera que al teatre no es veuen columnes. Això, i el fet que no hi ha cap llotja reial ni presidencial, dona una continuïtat als pisos que fan la impressió de ser una ferradura daurada, sense interrupció. Una altra peculiaritat és l'amfiteatre, ubicat al primer pis: és una continuació volada del primer pis, amb tres files de butaques (sens dubte, les millors del teatre), que es projecta per sobre de la platea sense cap pilar ni columna de suport (se sustenten directament sobre les bigues de ferro, la qual cosa, el 1861, va ser prou agosarat). Aquest amfiteatre ja hi era a la sala de 1847; en aquesta, a més, n'hi havia un de similar al segon pis, amb dues files de butaques.
Les despeses de la construcció original van ser cobertes per la venda de llotges i seients: al llarg dels anys, els propietaris van decorar les avantllotges (les saletes d'entrada a les llotges) de maneres molt diferents, i, sovint, amb la col·laboració de grans artistes i artesans. Així van conformar un conjunt de gran interès històric i artístic. Totes elles, però, van desaparèixer a l'incendi de 1994.
El Liceu era un lloc de trobada de la burgesia benestant de Barcelona; els pisos superiors, el quart i el cinquè, on hi havia les entrades més barates, s'anomenava galliner i era on anaven els aficionats sense recursos, habitualment més entesos i crítics amb els espectacles. Eren ells qui feien que els cantants triomfessin o fracassessin. El públic d'aquests pisos té la fama de ser el més exigent.
El prosceni reprodueix l'antic, redecorat el 1909. Té una gran arcada central, amb un arc carpanell; a banda i banda, dues grans columnes corínties emmarquen quatre pisos de grans llotges, anomenades "banyeres".
L'ornamentació de la sala reprodueix fidelment la de 1909: sumptuosa, amb relleus de guix i estuc daurats i policromats, com era costum als teatres del segle xix. Els llums són de bronze i vidre, en forma de drac. Les butaques de la platea són de ferro de fosa i vellut vermell, color aquest comú a totes les butaques de la sala.
En la reconstrucció de 1999 es van introduir algunes novetats. Les nou pintures circulars del sostre i les tres del prosceni van perdre's a l'incendi; les noves foren encarregades a l'artista Perejaume, que va col·locar nou grans muntatges fotogràfics amb paisatges formats per les butaques del teatre. El teló és obra del sastre Antoni Miró. Es va col·locar un gran llum de forma hemisfèrica al centre del sostre que incorpora elements per al control de la il·luminació i el so.
També s'hi afegiren cabines de control i projecció en alguns pisos i un "terra tècnic" sobre el sostre, amb equipament de tecnologia avançada per a enregistrar les representacions i càmeres dirigides per ordinador. L'equipament de l'escenari es considerà entre els més moderns d'Europa, permetent ràpids canvis d'escena i la programació simultània de quatre escenaris diferents.
Sota la sala, en el soterrani, es van construir una nova sala, l'anomenat Foyer, de superfície idèntica a la de la platea, on s'hi va ubicar un bar però que, quan aquest tanca, queda disponible per a fer-hi espectacles de format petit: recitals, concerts, òpera de cambra, conferències i activitats diverses.

#### Addicions contemporànies a la façana

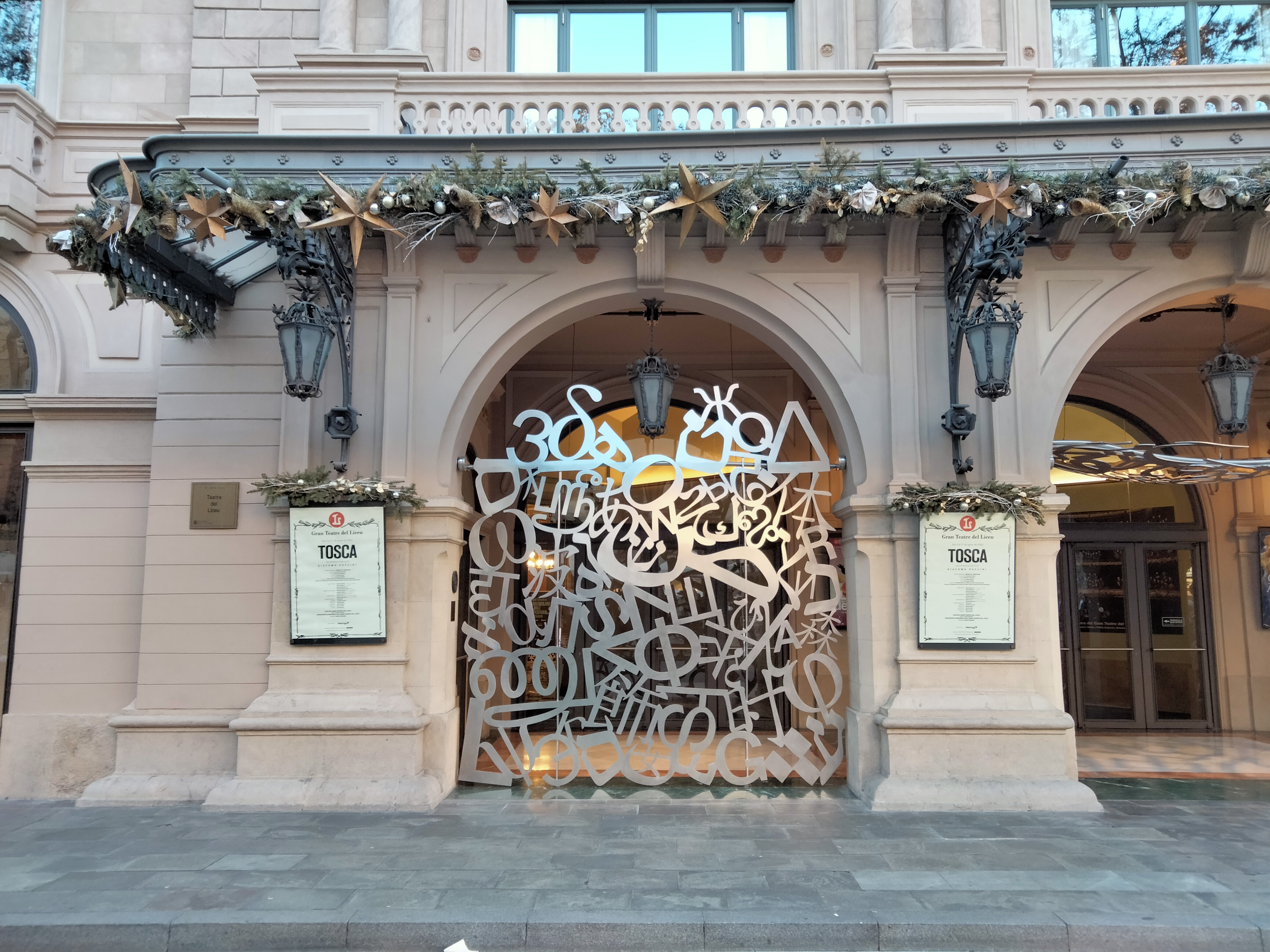
Una de les Constel·lacions de Plensa al porxo del Liceu

### Orígens i Teatre de Montsió

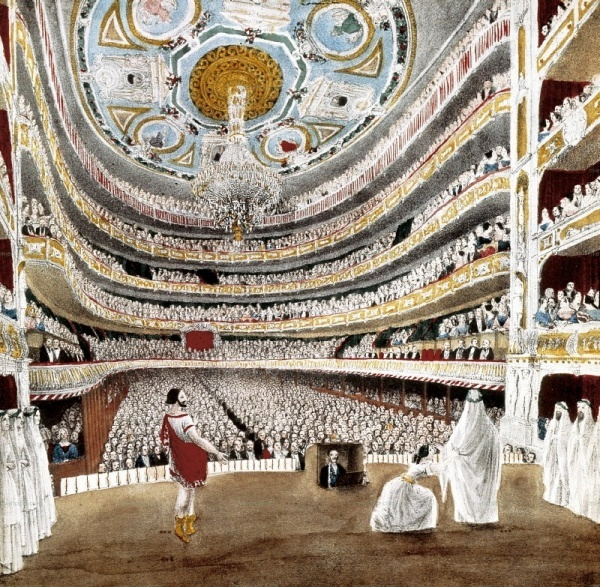
Gravat amb una representació de Norma al primer teatre, possiblement la de l'11 d'octubre de 1847; s'hi pot veure que el segon pis també tenia un voladís amb butaques, com el primer.

### Inauguració i primers anys, fins a l'incendi de 1861

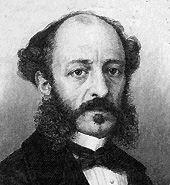
Ventura de la Vega, autor de Fernando el de Antequera, obra que va obrir el teatre el dia de la seva inauguració

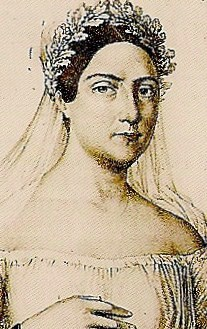
Giovanna Rossi-Caccia, primera soprano que cantà al teatre, en tres òperes de la primera temporada.

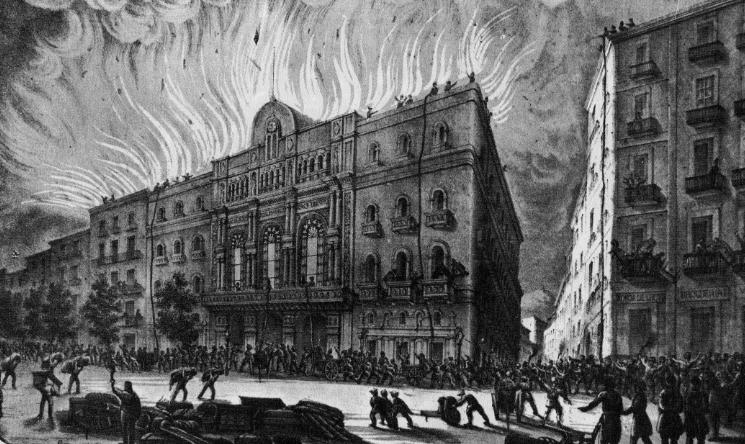
Gravat amb l'incendi de 1861.

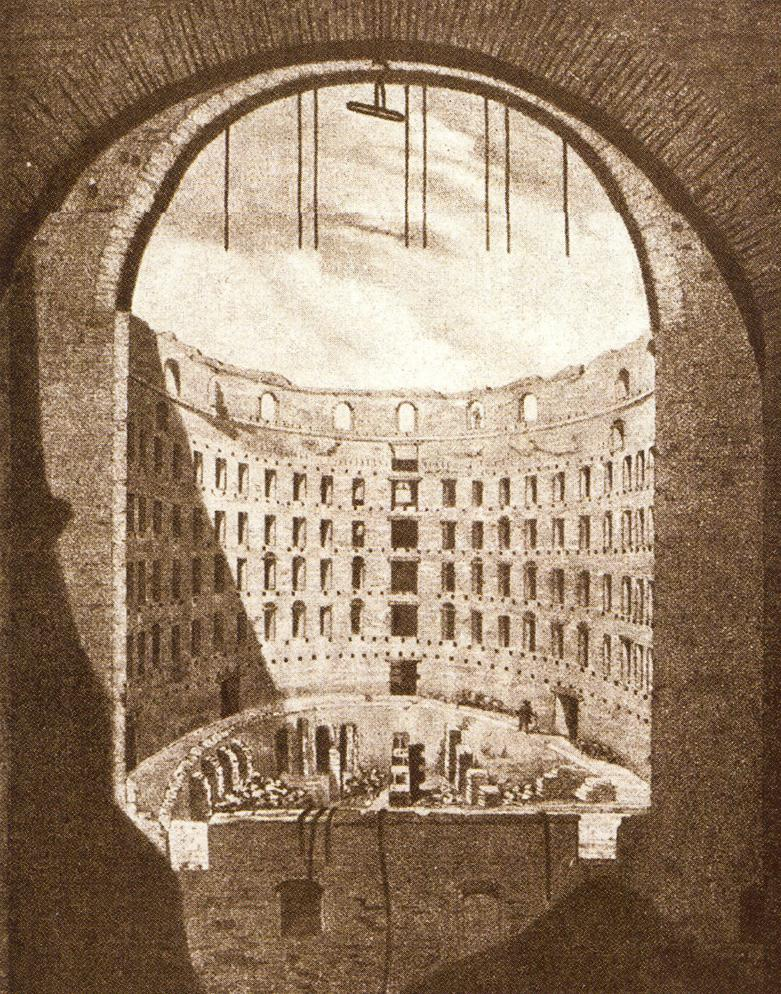
La sala del teatre després de l'incendi.

### Primera etapa: feu de l'òpera italiana

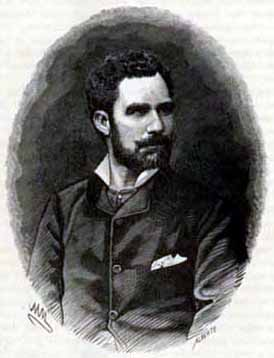
Retrat del cantant Julián Gayarre, una de les grans figures del teatre de la segona meitat del

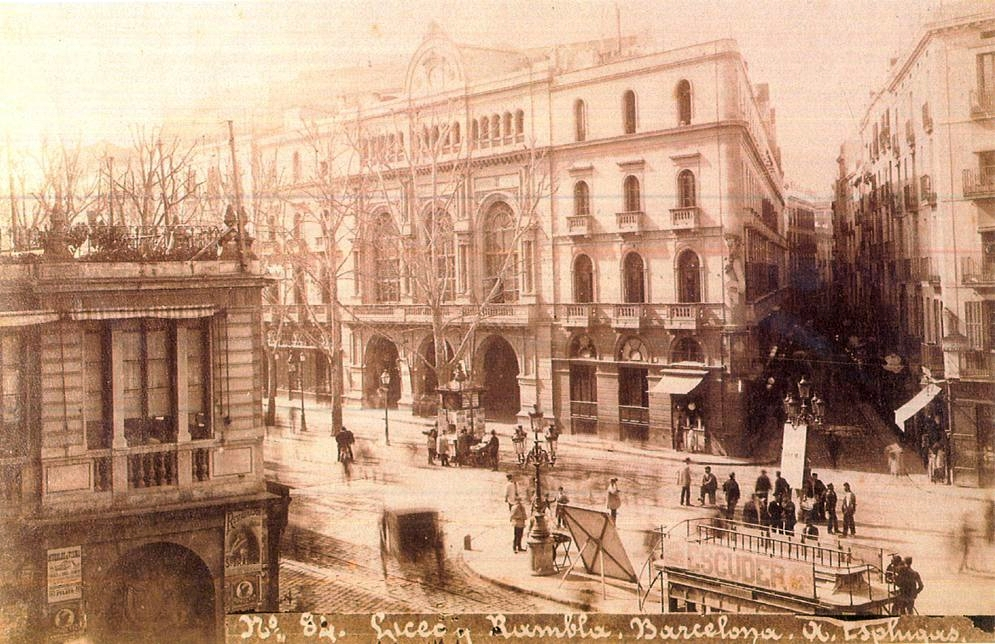
El teatre cap als anys vuitanta del s. XIX.

### Consolidació com a teatre d'òpera

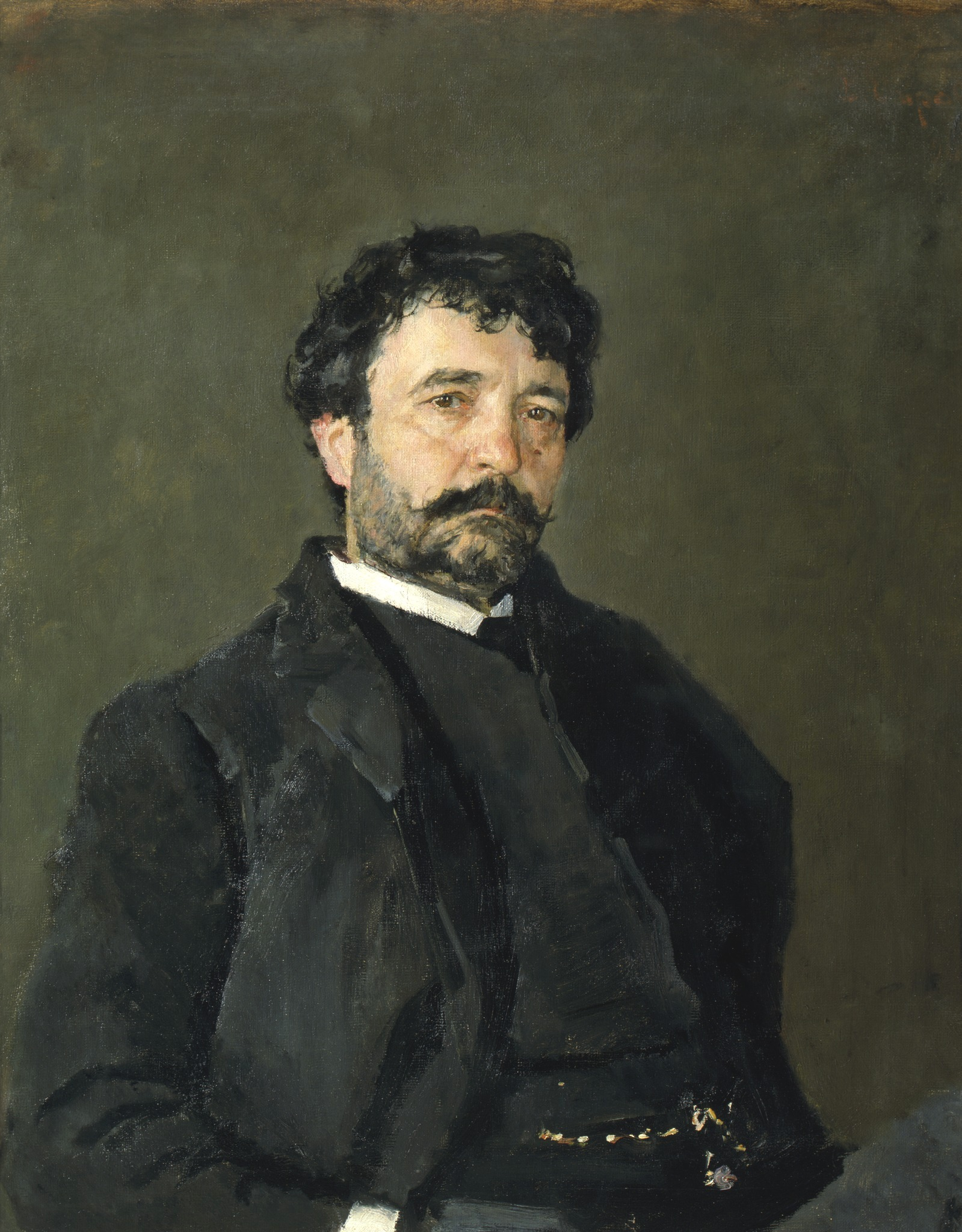
Retrat del cantant italià Angelo Masini